# A Jó Hely
A Jó Hely (The Good Place) 2016-ban bemutatott amerikai televíziós fantasy-drámasorozat, melyet Michael Schur alkotott meg az NBC számára. A főbb szerepekben Kristen Bell, Ted Danson,  William Jackson Harper, Jameela Jamil, Manny Jacinto és D'Arcy Carden látható.
Eredetileg 2016. szeptember 19. és 2020. január 30. között sugározták, összesen négy évad készült, 53 epizóddal. Magyarországon a Netflixen keresztül elérhető magyar felirattal.

## Cselekmény
Eleanor halála után egy váróban nyitja ki a szemét. Egy ősz hajú úr, Michael fogadja, és elárulja neki, ez itt a Jó Hely, ahová Eleanor, a kiváló emberjogi ügyvéd megérdemelten került. Körbevezeti a Jó Helyen, és bemutatja lelki társának, Chidinek, az etikaprofesszornak. Csakhogy Eleanor egész életében utálatos, önző nő volt, ezért úgy véli, valami hiba történhetett és egy másik Eleanorral tévesztették össze. Nem akar lebukni és a Rossz Helyre kerülni, ezért ráveszi Chidit, tanítson neki etikát, filozófiát, hogy jobb emberré válva „kiérdemelhesse” a helyét a paradicsomban. 
Szomszédjukban lakik Tahani, az úrilány, aki folyton azzal dobálózik, milyen hírességeket ismert és milyen nagyszabású jótékonysági partikat rendezett életében. Az ő lelki társa Jianyu, a szótlansági fogadalmat követő tajvani buddhista pap. Eleanor felfedezi, hogy Jianyu valójában Jason Mendoza, egy bugyuta, gyerekes, nagyon naiv bűnöző. Mendozának elege van abból, hogy nem szólalhat meg és nem csinálhatja, amit akar. Mindketten Chidi segítségével próbálják meg elkerülni a lebukást, egy idő után azonban Eleanor rádöbben, valójában mindannyian a Rossz Helyen vannak, és az a büntetésük, hogy egymást kínozzák végtelen időkig. 
A kísérletet Michael, a démon építész találta ki és a hagyományostól eltérő kínzás bevezetését indítványozta a Rossz Helyen. A balul sikerült kísérlet miatt (mivel a szereplők rájöttek az átverésre), az ő nyaka körül is szorul a hurok. A démon és a négy ember együtt próbál meg kievickélni a slamasztikából.

## Szereplők
- Kristen Bell – Eleanor Shellstrop, undok, kiállhatatlan és rendkívül önző nő, aki élete során mindenkin átgázolt. Halála után először csak azért akar megtanulni jónak lenni, hogy elkerülje a lebukást.
- William Jackson Harper – Chidi Anagonye, etikaprofesszor, aki képtelen döntéseket hozni és folyton az etikai szabályok saját maga felállított börtönében vergődik.
- Jameela Jamil – Tahani Al-Jamil, gazdag család szülötte, aki folyton testvére árnyékában él, és csak az érdekli, hogy túlszárnyalja a húgát és saját jelentőségét próbálja azzal növelni, hogy olyan híres emberek nevével dobálózik, akiket ismert.
- D'Arcy Carden – Janet, mesterséges teremtmény, akinek az a feladata, hogy a Jó Helyen teljesítse a lakók kívánságait, valamint végtelen tudástárral bír. A Rossz Helynek megvan a saját Rossz Janetje, aki folyton káromkodik és tiszteletlen mindenkivel. A sorozat folyamán többféle Janet-verzió is feltűnik.
- Manny Jacinto – Jason Mendoza, floridai táncos, naiv és kisstílű bűnöző, igen alacsony intelligenciaszinttel, aki legbelül mégis kedves és gondoskodó.
- Ted Danson – Michael, túlvilági építész, akit nagyon érdekelnek az emberek és létrehoz egy alternatív poklot, amit Jó Helynek álcáznak, ám a kísérlet közben barátságot köt a kínzásra ítélt négy emberrel.

## Fogadtatás
A sorozatot általánosan pozitívan fogadták a kritikusok, kiemelték a filozófia és az etika ötletes bemutatását és felhasználását, szórakoztató módon hívva életre az iskolai órákat, ugyanakkor nem felhígítva az egyes fogalmakat. A The New York Times szerint a legüdítőbb dolog a sorozattal kapcsolatban a pozitív hozzáállása, mely szerint még a legrosszabb emberek (sőt akár a démonok) is megmenthetőek, mindezt pedig egy rendkívül szórakoztató köntösben teszi.
A Sorozatjunkie is összességében pozitív értékelést adott a sorozatnak, azonban megjegyezte, hogy a koncepció a 4. évadra kifáradt, a finálé pedig „üresnek érződött”.